# Jolie Tuzolana
Jolie Tuzolana Diasilua née le 6 avril 1986 et connue sous le nom de Jolie Tuzolana, est une footballeuse congolaise qui joue au poste d'attaquante dans l'équipe nationale féminine de la RD Congo.

## Carrière en club
Tuzolana a évolué chez La Source du Congo Brazzaville et chez la Force Terrestre en République démocratique du Congo.

## Carrière internationale
Tuzolana a été pour la première fois en sélection nationale congolaise lors du Championnat d'Afrique féminin 2006,,. Elle a également participé à l'édition 2012.